# Rhamphomyia mutabilis
Rhamphomyia mutabilis är en tvåvingeart som beskrevs av Friedrich Hermann Loew 1862. Rhamphomyia mutabilis ingår i släktet Rhamphomyia och familjen dansflugor. Inga underarter finns listade i Catalogue of Life.